# کابرگولین
کابرگولین (به انگلیسی: Cabergoline)
رده درمانی: داروهای هورمونی، دوپامینرژیک
اشکال دارویی: قرص

## موارد مصرف
کابرگولین در درمان ترشح بالای پرولاکتین (هایپرپرولاکتینمی معمولاً ناشی از تومور هیپوفیز)، در کنترل بیماری پارکینسون (بهت نهایی یا با سایر داروها)، آکرومگالی و درمان سندرم کوشینگ مصرف می‌شود.

## مکانیسم اثر
این دارو با تحریک مستقیم گیرنده‌های D2 دوپامینی مغز موجب کاهش ترشح پرولاکتین می‌شود. همچنین افزایش اثرات دوپامینی می‌تواند در کنترل پارکینسون مفید و مؤثر باشد. کابرگولین آگونیست نسبی گیرنده‌های D1 دوپامین و آدنرژیک (α۱ و α۲) و D3, D4, 5-HT1A, 5-HT2A, 5-HT2B, 5-HT2C, α2B نیز می‌باشد. کابرگولین در شکل قرص‌های خوراکی تجویز می‌شود. ممکن است نیاز باشد که شما این دارو را به مدت چند ماه مصرف کنید تا سطح پرولاکتین کاهش بیاید.

## عوارض جانبی
تهوع، استفراغ، یبوست، سردرد، گیجی، افت فشار خون وضعیتی، خواب آلودگی، بی خوابی، اسپاسم عروق انگشتان دست، توهم، تحریک سایکوموتور، دیسکینزی، خشکی دهان، گرفتگی ساق پا، نشت مایع جنب و فیبروزاز عوارض جانبی دارو هستند.